# Pengabean
Pengabean is een bestuurslaag in het regentschap Tegal van de provincie Midden-Java, Indonesië. Pengabean telt 6211 inwoners (volkstelling 2010).